# Jan Petrus
Jan Petrus (ur. 23 czerwca 1926, zm. 20 lipca 2001) – polski prawnik, ekonomista, dyplomata, ambasador PRL w Afganistanie (1966–1972).

## Życiorys
Jan Petrus ukończył studia prawnicze oraz ekonomiczne. Zawodowo związany z Ministerstwem Spraw Zagranicznych. Od 29 maja 1966 do 23 lutego 1972 był ambasadorem nadzwyczajnym i pełnomocnym PRL w Afgańskiej Republice Demokratycznej w Kabulu.
Jego publikacje na temat Afganistanu uchodzą za prekursorskie w polskiej nauce. Pisywał także do czasopism popularnonaukowych.

## Publikacje książkowe
- Jan Petrus: W Afganistanie, kraju buzkaszi. Warszawa: Książka i Wiedza, 1974, s. 328. OCLC 802160514.
- Jan Petrus: Afganistan : zarys dziejów. Warszawa: Wiedza Powszechna, 1987, s. 399. ISBN 83-214-0519-3.